# Dactylocladius galactinus
Dactylocladius galactinus är en tvåvingeart som först beskrevs av Jean-Jacques Kieffer 1915.  Dactylocladius galactinus ingår i släktet Dactylocladius och familjen fjädermyggor. Inga underarter finns listade i Catalogue of Life.